# Konstantin Trofimowitsch Babykin
Konstantin Trofimowitsch Babykin (russisch Константин Трофимович Бабыкин; * 12. Septemberjul. / 24. September 1880greg. im Dorf Archangelskoje, Ujesd Solikamsk; † 14. November 1960 in Swerdlowsk) war ein russisch-sowjetischer Architekt und Hochschullehrer.

## Leben
Babykin stammte aus einer Bauernfamilie. Der Vater ging mit der Familie nach Tscherdyn, wo er Fabrikarbeiter wurde. Babykin war begabt und lernte eifrig in der Fabrik-Schule, so dass er auf Drängen des die Schule betreuenden Fabrikdirektors nach dem Tod des Vaters zur weiteren Ausbildung zum Onkel nach Perm kam. Er besuchte die Permer Realschule mit Abschluss 1900 und studierte dann am Kiewer Polytechnischen Institut in der Bauwesen-Fakultät bei Władysław Horodecki. Während der Russischen Revolution 1905 wurde er noch vor Abschluss des Studiums wegen revolutionärer Aktivitäten als Unzuverlässiger nach Perm verbannt.
Im April 1906 wurde Babykin Architekt der Permer Eisenbahnverwaltung. Er fertigte sein Diplomprojekt an, kehrte nach Kiew zurück und verteidigte mit Erfolg sein Projekt, so dass er seinen Abschluss als Spezialist für Zivil- und Industrie-Architektur erhielt. 1910–1912 wurde nach Babykins Projekt die Turnhalle des Jekaterinburger Jungengymnasiums gebaut. Auch projektierte er 1912 das zweite Bahnhofsgebäude neben dem 1878 gebauten alten Jekaterinburger Bahnhof. In dieser Zeit war er am Bau des von Wladimir Semjonow projektierten neuen Opern- und Ballett-Theaters in Jekaterinburg beteiligt. Zusammen mit dem Bauingenieur T. I. Remelt führte er alle statischen Berechnungen durch und plante die Bauausführung im Detail. Dann überwachte er die Bauarbeiten und übernahm die Bauaufsicht. Auf seine Veranlassung wurde erstmals im Ural Beton für große Bauteile verwendet. Stahlbeton statt Ziegelsteine für die Gewölbe führten nicht nur zu einer ungewöhnlichen Form des Zuschauerraums, sondern auch zu einer hervorragenden Akustik. Auch baute Babykin 1912–1915 den Jekaterinburger Geschäftsklub, der jetzt die Swerdlowsker Philharmonie ist. Im Ersten Weltkrieg wurde er 1915 Mitglied des Uraler Mitlitärindustrie-Komitees.
Als nach der Oktoberrevolution im Bürgerkrieg die weiße Koltschak-Armee sich nach Sibirien zurückzog, wurde Babykin mit vielen Technikern und Intellektuellen mitgenommen. Babykin arbeitete nun als Architekt in der Technischen Abteilung der Transbaikal-Eisenbahn in Irkutsk und leitete in Omsk die Zivilbau-Abteilung des Sibirischen Verkehrsbezirks.
Im Mai 1921 kehrte Babykin nach Jekaterinburg (1924–1991 Swerdlowsk) zurück und wurde Vizechef des Außendienstes und Chef der Projektgruppe der Permer Eisenbahn. Im Mai 1923 wurde er Chef der Projekt-Technik-Abteilung der Eisenbahnverwaltung und projektierte Depots, Werkstätten und Arbeiterklubs für Perm, Nischni Tagil, Tjumen, Wereschtschagino und Tschussowoi. 1925–1928 baute er das Verwaltungsgebäude der Swerdlowsker Eisenbahn.
Am Ende der 1920er Jahre wurde Babykin Vizechefingenieur und Leiter des Projektierungsbüros der Organisation Uralwtusstroi, die für die Durchführung der komplexen Bauten für das 1920 in Jekaterinburg gegründete Uraler Polytechnischen Institut (UPI) gegründet worden war. 1930–1939 baute er das Hauptgebäude des UPI.
1931 wurde Babykin Dozent am Lehrstuhl für Baumaterialien des UPI. Ab 1933 leitete er den Lehrstuhl für Architektur der Bau-Fakultät des UPI und wurde 1938 zum Professor ernannt. Nach dem Ende des Deutsch-Sowjetischen Kriegs veranlasste er die Eröffnung einer ersten Architektur-Gruppe mit 39 Studenten. Am 1. September 1957 ging Babykin in Pension.
Nach Babykins Tod übernahm sein Schüler Nikolai Alfjorow 1962 die Leitung des Lehrstuhls für Architektur des nun nach S. M. Kirow benannten UPI und führte Babykins Arbeit für eine breite Architektenausbildung fort. 1967 wurde der Lehrstuhl für Architektur des UPI die Uraler Filiale des Moskauer Architektur-Instituts (MArchI) mit Alfjorow als Direktor. 1972 wurde die Filiale das Swerdlowsker Architektur-Institut mit Alfjorow als erstem Rektor (ab 1992 Uraler Architektur-Kunst-Institut, ab 1996 Akademie, seit 2015 Uraler Staatliche Architektur-Kunst-Universität).

## Ehrungen
- Ehrenzeichen der Sowjetunion (1951)[2]

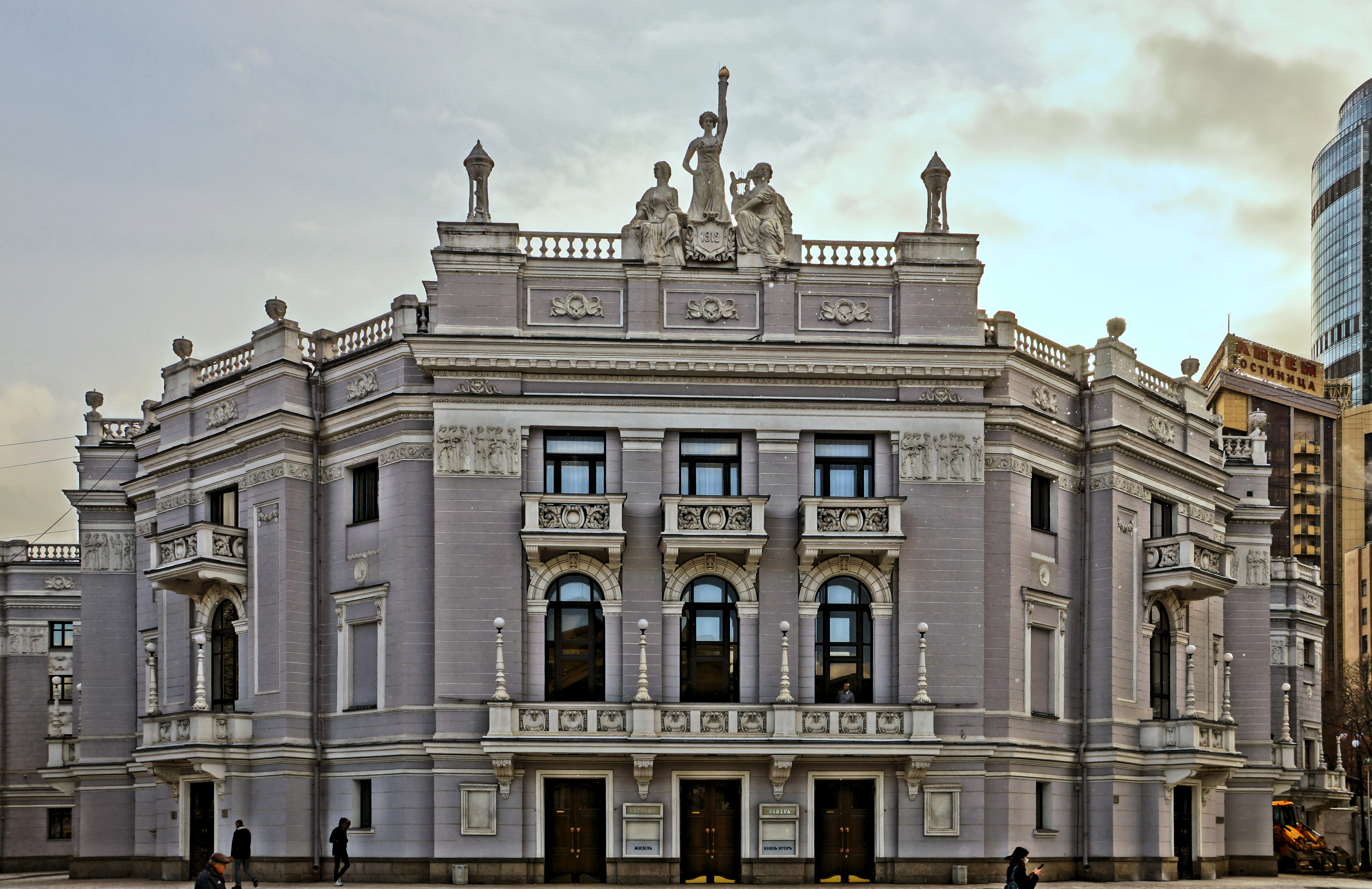
Opern- und Ballett-Theater Jekaterinburg
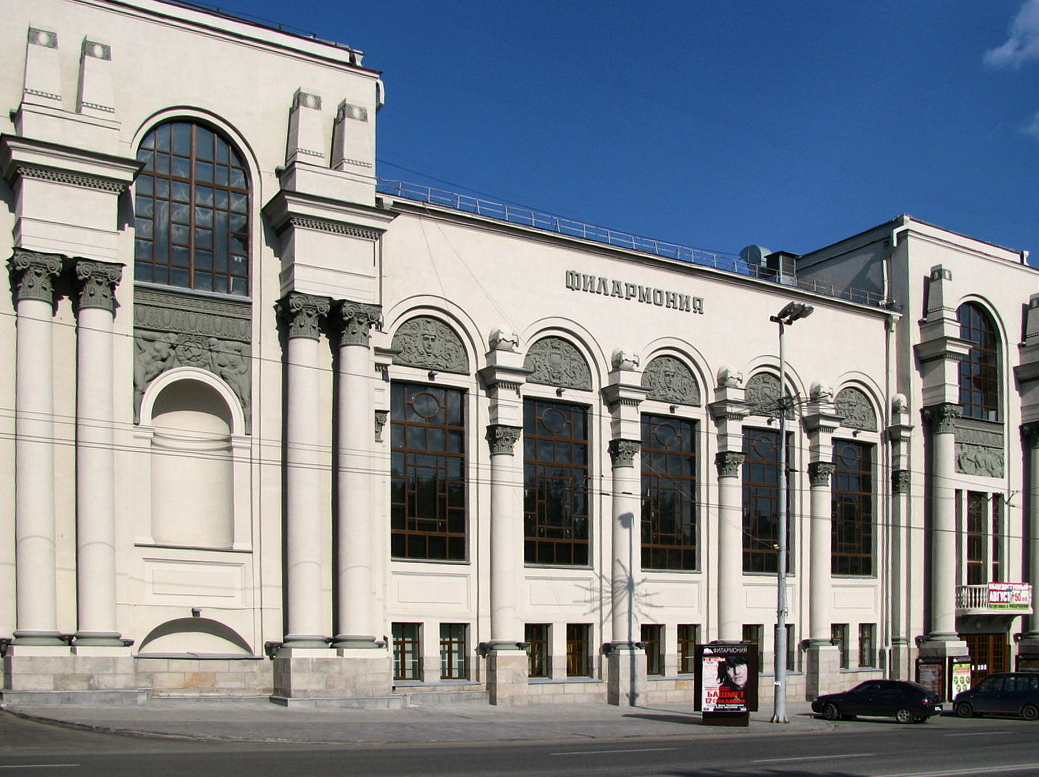
Swerdlowsker Philharmonie, Jekaterinburg
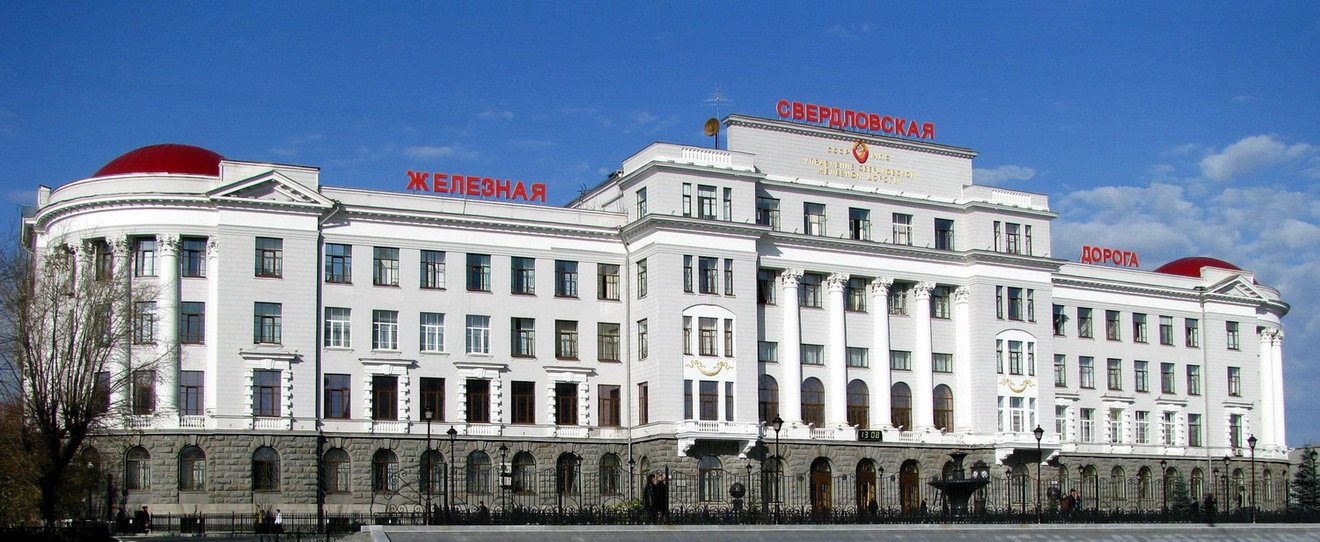
Verwaltungsgebäude der Swerdlowsker Eisenbahn
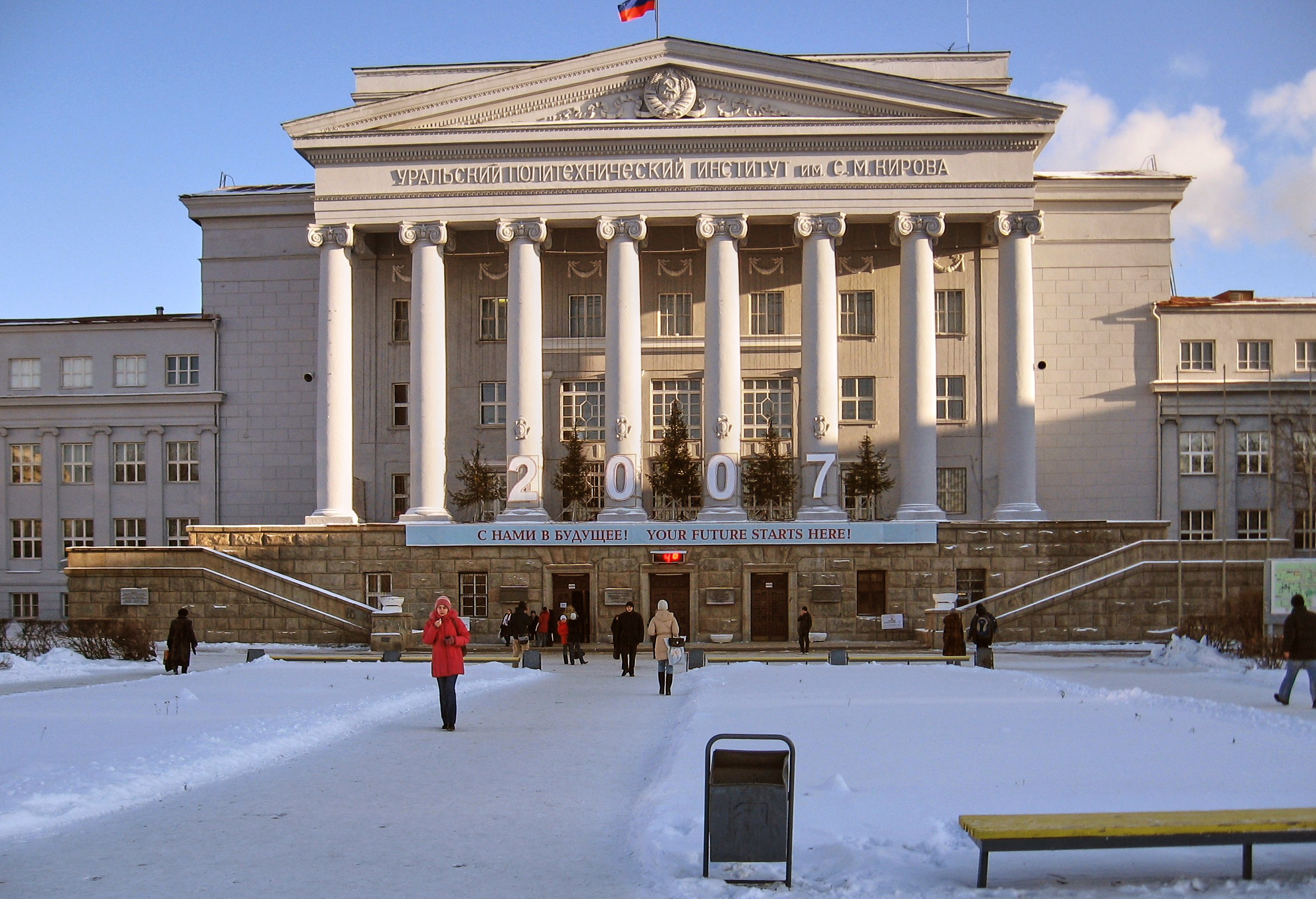
UPI-Hauptgebäude